# Urgent (Foreigner)
Urgent is een nummer van de Amerikaanse band Foreigner uit 1981. Het is de eerste single van hun vierde studioalbum 4.
Producer Robert Lange wilde elk idee horen dat Mick Jones op tape had opgenomen, hoe slecht of gênant sommigen ook waren. Eén van deze ideeën was wat later de openingsriff voor "Urgent" zou worden. Jones vertelde in een interview dat hij de riff aanvankelijk wilde gebruiken voor wat hij een "experimenteel instrumentaal iets waaraan ik nog werk" noemde, maar Lange zei: "Nee, dat is het niet meer, hier zit potentie in". Volgens Jones zou "Urgent" aanvankelijk een soulnummer worden, maar later werd het meer een rocknummer met soulinvloeden. Hiermee wijkt de band af van de hardrock die ze eerder maakten. "Mensen vonden het al leuk voordat ze erachter kwamen wie het was", vertelde Jones. De band wilde een Junior Walkerachtige saxofoonsolo op het nummer. Ze benaderden ze saxofonist persoonlijk voor een solo, wat Walker op verzoek van de band ook deed.
"Urgent" werd een hit in Noord-Amerika, Duitsland, Zweden en Australië. Het nummer bereikte de 4e positie in de Amerikaanse Billboard Hot 100. In het Nederlandse taalgebied werden geen hitlijsten behaald.